# مسند الربيع بن حبيب

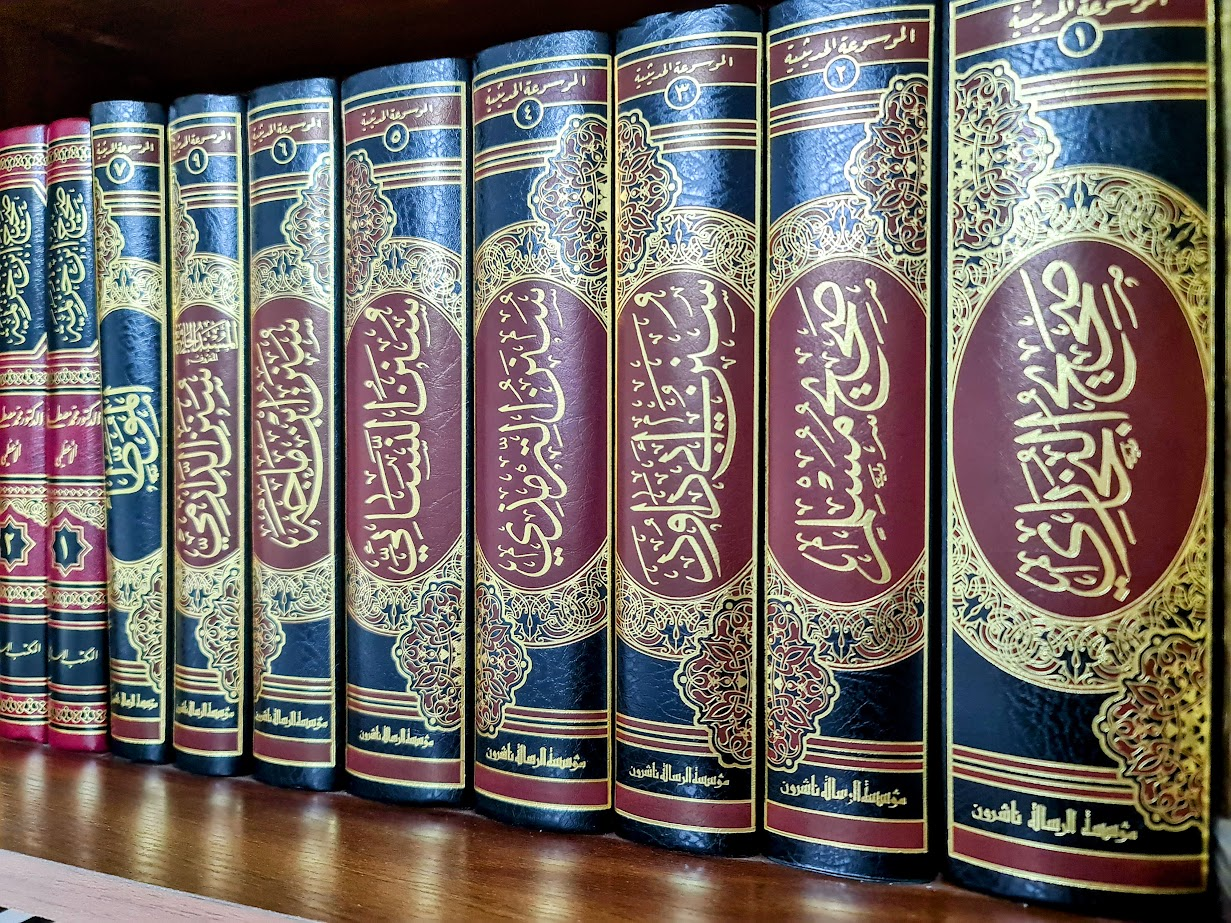
صور لبعض كتب صحيح

مسند الربيع بن حبيب، هُوّ أحد كتب الحديث عند الإباضية، ويعد أهم وأصح كتب الحديث عندهم حيثُ يطلقون عليه «الجامع الصحيح»، يُنسب إلى ثالث أئمة الإباضية الربيع بن حبيب الأزدي، وحسبهم فقد رتبه الشيخ الإباضي أبو يعقوب يوسف بن إبراهيم بن مياد.

## نبذة عنه
كان المسند في أول أمره مخطوطا, ولم يكن مرتبا أو مصنفا على نحو موضوعي، وإنما كان مرتبا على طريقة المسانيد حتى جاء أبو يعقوب يوسف الوارجلاني (من وارجلان بالجزائر) فأعاد ترتيب الأحاديث على نحو موضوعي على طريقة الجوامع فقام بجمع الأحاديث على حسب أبواب الفقه المعروفة على النحو الذي وصل إلينا. والمسند المتداول اليوم مقسم إلى أربعة أجزاء. الجزءان الأول والثاني هما أصل الكتاب وفيهما 750 حديث تقريبا. أما الجزءان الثالث والرابع فقد ضمهما إلى المسند الأصلي المرتب أبو يعقوب يوسف الوارجلاني. فمما جاء في الجزء الثالث آثار احتج بها "الربيع" على مخالفيه في مسائل مختلفة من الاعتقاد وغيرها. وعدد هذه الآثار مائة وأربعون (140). وأما الجزء الرابع فيشمل روايات محبوب بن الرحيل القرشي عن "الربيع بن حبيب" وروايات الأفلح بن عبد الوهاب الرستمي عن أبي غانم بشر بن غانم الخراساني ومراسيل جابر بن زيد. وعدد هذه الروايات مائة وثلاثة وعشرون (123). وقد قام الأستاذ "محمد إدريس" بتخريج أحاديثه ومقارنتها بما ورد في كتب السنة الأخرى. وللمسند عدة شروح أهمها وأحدثها شرح الشيخ عبد الله السالمي وهو من علماء عمان (المتوفى سنة 1332 هـ/1914م).[بحاجة لمصدر]

## مكانة مسند الربيع بين كتب الحديث

### مكانة المسند عندالإباضية
يرى الإباضية أن مسند "الربيع بن حبيب" من أصح كتب الحديث سنداً لأن معظم الأحاديث رواها الإمام "الربيع عن شيخه أبو عبيدة مسلم بن أبي كريمة عن جابر بن زيد عن أحد الصحابة، وقد وردت في المسند بعض الأحاديث التي رواها أبو عبيدة مسلم بن أبي كريمة عن آخرين غير "جابر" إلا أنها قليلة. ويرون أنّه أصح الكتب بعد القرآن الكريم.
ومن وجهة نظرهم أن من أهم مميزات ومحاسن المسند أن الأحاديث التي رواها «الربيع» في الجزء الأول والثاني في المسند معظمها ثلاثية السند ورجالها بالنسبة للإباضية من أوثق الرجال وأحفظهم وأصدقهم. فالأحاديث الثلاثية التي في المسند رواها الربيع أغلبها تكون عن أبو عبيدة مسلم بن أبي كريمة عن جابر بن زيد عن أحد الصحابة عن النبي محمد. ومن هذا يعتبر الإباضية أن الأحاديث الواردة في الجزأين الأول والثاني من المسند هي من أصح الأحاديث الواردة عن النبي ويعتبرونها أعلى درجة من الأحاديث التي رواها الإمامان البخاري ومسلم في صحيح البخاري وصحيح مسلم.

### مكانة المسند عندأهل السنة والجماعة
ينكر أهل السنة والجماعة تاريخية هذا المسند ونسبته إلى الربيع بن حبيب الأزدي بل أنهم ينكرون وجود شخصية تدعى الربيع بن حبيب الأزدي عاشت بالبصرة في القرن الثاني الهجري فضلاً عن أن يكون هُناك مسند يحمل اسمه.
إذ لم يذكر أحدٌ من مؤرخي أهل السنة في القرون الأولى أو علماء الحديث وأكثر المهتمين بعلوم الحديث هذا المسند لا في القديم ولا في الحديث بل إن من المهتمين بعلوم الحديث من لم يسمع عنه مطلقاً. رغم أنَّ أغلب جمهور علماء الحديث عند أهل السنة والجماعة اهتموا بتتبع أحوال رواة الحديث النبوي والمحدثين من كافة الطوائف والمذاهب المنتسبة للإسلام سواء الخوارج أو المعتزلة أو الشيعة وغيرهم من الفِرق المنقرضة والباقية، وترجموا لهم وذكروهم وردوا على كتبهم ومصنفاتهم، وكتبوا الكتب والرسائل والتصانيف المختصة بالضعفاء والمدلسين والمجاهيل والكذبة من رواة الحديث، وفي هذه الكتب لا يوجد أدنى ذكر للربيع بن حبيب الأزدي أو مسنده هذا. مع أنَّ مسنداً قديماً مثل هذا وأحاديثه أغلبها عالية الإسناد يجدر به أن يُذكر هو وصاحبه ولو على سبيل الذِكر، إلا أنّه لا شيء عنه عند القدامى، ولا يوجد دليل على شهرة المسند في القرون الأربع الهجرية سواءً بين الإباضية أو غيرهم.
ومع زيادة شهرة هذا المسند ومعرفة الناس به خلال القرن الماضي بدأ يُذكر بين علماء أهل السنة، فما كان منهم إلا إنكار تصنيفه في القرن الثاني الهجري وإنكار وجود شخصية مؤلفه أيضًا، وقد جاء إنكار هذا المسند مِن إنكار وجود صاحبه على أرض الواقع، وأشهر من انتقد هذا المسند وأنكر وجود صاحبه هُوّ عالم الحديث والإمام السني محمد ناصر الدين الألباني (المتوفى: 1420 هـ)، إذ انتقد الألباني مسند الربيع بن حبيب وأنكر وجود الربيع وانتقد أحاديث المسند والرواة الذين حدث عنهم الربيع في مسنده وجَرَح أشهر شيوخ الربيع ممن روى لهم، ويقول الألباني في سلسلة الأحاديث الضعيفة والموضوعة وأثرها السيئ في الأمة بعد أن أورد حديثاً ضعيفاً رواه الربيع بن حبيب الأزدي في مسنده:
| مسند الربيع بن حبيب | باطلٌ بهذا اللفظ. جاء هكذا في "مسند الربيع بن حبيب" الذي سماه الإباضية بـ "الجامع الصحيح "! وهو مشحون بالأحاديث المنكرة والباطلة، التي تفرد بها هذا "المسند" دون العشرات، بل المئات، بل الألوف من كتب السنّة المطبوعة منها والمخطوطة، والمشهور مؤلفوها بالعدالة والثقة والحفظ بخلاف الربيع هذا! فإنه لا يُعرف مطلقاً إلا في بعض كتب الإباضية المتأخرة التي بينها وبين الربيع قرون! ومع ذلك فليس فيها ترجمةٌ عنه وافية نقلاً عمن كانوا معاصرين له أو قريباً من عصره من الحفاظ المشهورين! | مسند الربيع بن حبيب |

وأضاف الألباني نافياً وجود هذا المسند:
| مسند الربيع بن حبيب | ولا لكتابه هذا "المسند" ذكرٌ في شيء من كتب الحديث والتخاريج التي تعزو إلى كتب قديمة لا يزال الكثير منها في عالم المخطوطات، أو عالَم الغيب! وكذلك لم يذكرها هذا "المسند" في كتب المسانيد التي ذكرها الشيخ الكتاني في "الرسالة المستطرفة" - وهي أكثر من مئة –! | مسند الربيع بن حبيب |

وفي موضع آخر من ذات الكتاب أورد الألباني حديثاً من مسند الربيع وضعفه، وقال بعده: «والربيع بن حبيب - وهو الفراهيدي البصري - إباضي مجهول ليس له ذكر في كتب أئمتنا، ومسنده هذا هو "صحيح الإباضية"! وهو مليء بالأحاديث الواهية والمنكرة.»
ومن انتقاد الألباني لمسند الربيع بن حبيب أنّه رد على زعم الإباضية أنَّ الربيع بن حبيب عالم حديث وراوي ثقة ومن الحفاظ، وافترض أنّه حتى لو كان كذلك عند الإباضية فإنَّ أهل السنة والجماعة لا يُمكنهم الاعتماد عليه وعلى أحاديث مسنده وروايته رغم أنهم يقبلون أحاديث الموجودة عند المذاهب المخالفة لهم مثل الشيعة والخوارج إذا ما رواها شخص موثوق وصادق، وعلى فرضية أنَّ الربيع بن حبيب الأزدي موجود وعالم حديث فإنَّ حديثه لا يُقبل إلا بشرطين عند أهل السنة، وهيّ كما ذكرها الألباني في انتقاده للربيع والمسند:
| مسند الربيع بن حبيب | الأول: أن يكون لكتابه إسناد معروف صحيح إليه، ثم تلقته الأمة بالقَبول، ولا شيء من ذلك عندهم؛ بله عندنا! فإن الشيخ السالمي – في "شرحه" المُشار إليه آنفاً – لم يتعرض لذلك بشيء من الذكر، ولو كان موجوداً لديهم؛ لسارعوا لإظهاره، والمبالغة في تبجيله؛ توثيقاً لـ"مسند الربيع " الذي هو عندهم بمنزلة "البخاري" عندنا!. وشتان ما بينهما ، فإن "صحيح البخاري" صحيحٌ النسبة إليه حتى عند الفِرق التي لا تعتمد عليه – كالشيعة وغيرهم -! ومن الغريب أن الشيخ السالمي ذكر في مقدمة "المسند" (ص 4) أن مرتب "المسند" يوسف بن إبراهيم الوارجلاني ضم إليه روايات محبوب بن الرحيل عن الربيع، وروايات الإمام أفلح بن عبد الوهاب الرستمي عن أبي غانم بشر بن غانم الخراساني ومراسيل جابر بن زيد، وجعل الجميع في الجزء الرابع من الكتاب. يبدو جلياً لكل متأمل أن الشيخ نفسه لا يعلم الراوي لـ "المسند" عن الربيع، وإلا؛ لذكره كما ذكر الراوي محبوباً للضَّميمة عنه؛ وهي تشمل الجزء الثالث والرابع منه. ومحبوب هذا مجهول عندنا، بل وعندهم فيما أظن! وإذا كان كذلك؛ أفلا يحق لنا أن نتساءل: أفلا يجوز أن يكون الراوي لـ "المسند" في جزئه الأول والثاني منه. راوياً كمحبوب هذا؛ مجهولاً، أو أسوأ ؟! فكيف يصح الاعتماد عليه بل أن يقال "هو أصح كتاب من بعد القرآن" - كما قال الشيخ المذكور في أول صفحة من مقدمته المذكورة - ؟! تالله! إن هذا لهو التعصب الأعمى؛ مهما كان شأن قائله فضلاً وعلماً. فلا تغتر - أيها القارىء الكريم! - بالمقدمة المذكورة؛ فكلها مغالطات ودعاوى فارغة، لا قيمة لها من الوجهة العلمية. | مسند الربيع بن حبيب |

وفي موضع آخر ذكر الشرط الثاني الذي يجب أن يتوافر في أحاديث الربيع بن حبيب حتى يقر أهل السنة مسنده، وهو:
| مسند الربيع بن حبيب | وأما الشرط الآخر: فهو أن يكون شيوخ المؤلف ومن فوقه من الرواة معروفين بالعدالة والرواية والثقة والحفظ، وهذا مفقود في شيوخه وغيرهم، وتفصيل القول في ذلك لا يتسع المجال له هنا؛ فحسبنا على ذلك بعض الأمثلة: أولاً: شيخه مسلم بن أبي كريمة التميمي أبو عبيدة: ذكره الذهبي في "الميزان" وفي "المغني في الضعفاء" وقال: "مجهول" وسبقه إلى ذلك ابن أبي حاتم، فقال (4/193): " سمعتُ أبي يقول: "مجهول". وذكره ابن حبان في "التابعين من كتابه الثقات"(5/401) في آخرين معه، وقال: (رووا عن علي بن أبي طالب. إلا أني لستُ أعتمد عليهم، ولا يعجبني الاحتجاج بهم لما كانوا فيه من المذهب الرديء). وفسر الذهبي ثم العسقلاني "مذهبه الرديء" بالتشيع! ويبدو لي أنه يعني: الخروج على علي بن أبي طالب ، فإنه تميمي – كما رأيت -؛ فهو يلتقي في هذه النسبة مع عبد الله بن أباض التميمي الإباضي، قال الحافظ في "اللسان" : (رأس الإباضية من الخوارج، وهم فرقة كبيرة، وكان هو – فيما قيل - رجع عن بدعته؛ فتبرأ أصحابه منه، واستمرت نسبتهم إليه). تلك هي حال أبي عبيدة هذا، وقد تجاهلها الإباضيون؛ فلم يعرجوا على ما نقلناه عن أئمتنا، ولو بجواب هزيل! بل بالغوا في الثناء عليه جزافاً من أنفسهم؛ كما فعل الشيخ السالمي في مقدمة "شرحه". | مسند الربيع بن حبيب |

ثُمّ قال الألباني بعد أوضح أنَّ شيخ الربيع الأول في الرواية أبو عبيدة مسلم بن أبي كريمة مجهول ومجروح عند علماء أهل السنة: «فهذا هو الشيخ الأول المجهول، فأين الثقة وأين الحفظ ؟! وإنك لتزداد عجباً – أيها القارىء الكريم! - إذا علمت أن الجزء الأول والثاني من "مسند ربيعهم" كل أحاديثه – وعددها (742) - عن هذا الشيخ المجهول!! وهو راوي هذا الحديث الباطل؛ كما يأتي قريباً إن شاء الله تعالى.»
ويكمل الألباني انتقاده لشيوخ الربيع الذين روى عنهم:
| مسند الربيع بن حبيب | ثانياً: أبو ربيعة زيد بن عوف العامري الصري: أخبرنا حماد بن سلمة... فذكر له (213/ 825) حديثاً أصله في "الصحيحين" ، لكن زاد عليهما فيه زيادة منكرة! قال الذهبي في ترجمته من "الميزان": تركوه. ثالثا: قال (222/844): (وأخبرنا بشر المريسي عن محمد بن يعلى قال: أخبرنا الحسن بن دينار عن خصيب بن جحدر... إلخ). فذكر حديثاً موقوفاً على أبي هريرة! وهو في "صحيح البخاري" مرفوع، ثم إن في آخر الموقوف أثراً عن ابن عباس لا نعرف له أصلاً! وبشر المريسي: هو المبتدع الجهمي الضال، قال الذهبي وغيره: "لا ينبغي أن يروى عنه، ولا كرامة". وهو القائل بخلق القرآن، والإباضية معه في هذه الضلالة! وإنما سردت إسناده ليتبين القارىء قيمة روايات هذا "المسند"؛ فإن شيخ المريسي محمد بن يعلى جهمي متروك الحديث. وروى الربيع عنه (215/828) مباشرة ؟! والحسن بن دينار: كذبه أحمد ويحيى، كما في "اللسان". وخَصيب بن جَحدر: كذبه شعبة والقطان وابن معين. وأما سائر رجاله – ممن فوق شيوخه في أحاديث أخرى – ففيهم جمع من الضعفاء والمتروكين مثل: مجالد بن سعيد (216/833). وأبان بن أبي عياش (217/834): وهو متروك، ومرة روى عنه مباشرة (218/836)، وأبو بكر الهذلي (220/840): وهو متروك أيضا، ومثله جويبر عن الضحاك (220/839)، ومرة قال (215/829): (وأخبرنا جويبر عن الضحاك...) والكلبي (223/846): وهو كذاب. هذا قُلٌّ من جُلٍّ من حال مؤلف "مسند الربيع" وبعض شيوخه ورواته، وحينئذٍ يتبين جلياً بطلان تسمية الإباضيين ومن اغتر بهم من المنتسبين إلى السنة له بـ "المسند الصحيح"! وأبطلُ منه قول الشيخ السالمي الإباضي المتقدم: (إنه أصح كتاب بعد القرآن)! أقول: إذا عرفت ما تقدم؛ فإنه ينتج منه حقيقة علمية هامة كتمها أو انطلى أمرها على الإباضية، وهي تتلخص في أمرين: أحدهما: أن الربيع بن حبيب هذا الذي نسب إليه هذا "المسند" لا يُعرف من هو ؟ والآخر: أنه لو فرض أنه معروف ثقة؛ فإن "مسنده" هذا لا يعرف من رواه عنه، وهذا في جزئيه الأول والثاني. وأما الجزء الثالث والرابع. فراويهما مجهول – كما تقدم -، وسيأتي ذكر بعض أحاديثه الباطلة برقم (6302). وحينئذٍ تسقط الثقة به مطلقاً؛ فلا غرابة أن لا نجد له ذكراً في كتب الحديث من المسانيد وغيرها، وأن تقع فيه أحاديث كثيرة لا أصل لها!.. | مسند الربيع بن حبيب |

وفي كِتاب صفة صلاة النبي صلى الله عليه وسلم من التكبير إلى التسليم كأنك تراها أورد الألباني حديثاً ضعيفاً من مسند الربيع بن حبيب، وقال عنه: «رواه ربيعُهم في مسنده المجهول...»
وفي موضع آخر من كتابه ينتقد الألباني المسند بقوله: «..والواقع أن أحداً من العلماء بالحديث الشريف ورجاله لا يستطيع أن يثبت بطريق علمي صحة حديث واحد منه، فضلاً عن أن يثبت صحة نسبة الكتاب إلى الربيع أولاً! وكون الربيع نفسه من الثقات
الحفاظ ثانياً! »
وقد أضاف الشيخ مشهور حسن مسند الربيع بن حبيب في كتابه كتب حذر منها العلماء، وحذر فيه من هذا المسند وانتقده. وقد كتب الشيخ المعاصر سعد الحميد كتاباً بعنوان مسند الربيع بن حبيب الإباضي (دراسة نقدية)، ومما قال به في نقد المسند وصاحبه الربيع:
| مسند الربيع بن حبيب | مسند الربيع بن حبيب المسمى بـ : " الجامع الصغير " هذا الكتاب لا شك في أنه موضوع مكذوب، وليس هذا فقط، بل إنه وضع في هذه العصور المتأخرة. والدليل على ذلك ما يلي: 1. لا يوجد للكتاب أصل مخطوط موثوق. 2. الربيع بن حبيب الفراهيدي شخصية لا وجود لها في التاريخ، ولم تلدها أرحام النساء، وإنما نسجها خيال الإباضية لنصرة باطلهم. 3. شيخ الربيع في كثير من المواضع في هذا الكتاب هو أبو عبيدة مسلم بن أبي كريمة التيمي بالولاء، الذي يزعمون أنه تزعم الحركة الإباضية بعد جابر بن زيد، وتوفي في عهد أبي جعفر المنصور سنة 158 هـ، وهذا أيضاً لا توجد له ترجمة، ونقول عنه كما قلنا عن الربيع بن حبيب. 4. مرتِّب الكتاب هو أبو يعقوب يوسف بن إبراهيم الوارجلاني، وهو - كما يزعمون - متأخر في القرن السادس، وما قلناه عن الربيع وشيخه، نقوله عن هذا أيضاً، لأنه لا توجد له ترجمة في كتب الرجال التي عنيت بترجمة أهل ذلك العصر كالتكملة لوفيات النقلة، أو سير أعلام النبلاء، أو تاريخ الإسلام، أو غيرها، فجميع هذه الشخصيات التي لها علاقة مباشرة بالكتاب شخصيات مجهولة، ندين الله عز وجل بأنها لم تنفخ فيها روح، ولم تطأ على أرض. 5. لو كان هذا الكتاب موجوداً منذ ذلك التاريخ الذي يزعمونه سنة 170 هـ تقريباً، وأحاديثه معروفة، لاشتهر شهرة عظيمة بسبب أسانيده العالية، وكان الأقدمون من علمائنا يحرصون حرصاً بالغاً على علو الإسناد – كما هو حال هذا الكتاب – ولم يكونوا يمتنعون من الرواية عن الخوارج، فقد رووا عن عمران بن حطّان الذي امتدح عبد الرحمن بن ملجم في قتله علياً رضي الله عنه، فمن المعروف أن البخاري أخرج له في صحيحه، فلو كان الربيع – وإن كان خارجياً – يروي هذه الأحاديث وهو ثقة، لكان معروفاً، ولعُرِف الكتاب، ولعُرِفت تلك الأحاديث، حتى وإن كان غير مرضي عنه. | مسند الربيع بن حبيب |

ومن الكتب السنية التي تنتقد المسند كتاب تحذير المسلمين من مسند الربيع بن حبيب لمؤلفه الشيخ خالد عبد الرحمن المصري.

## وصلات خارجية
- تصفح مسند الربيع بن حبيب مباشرة - مكتبة موقع إسلام ويب